# Estonský písňový festival

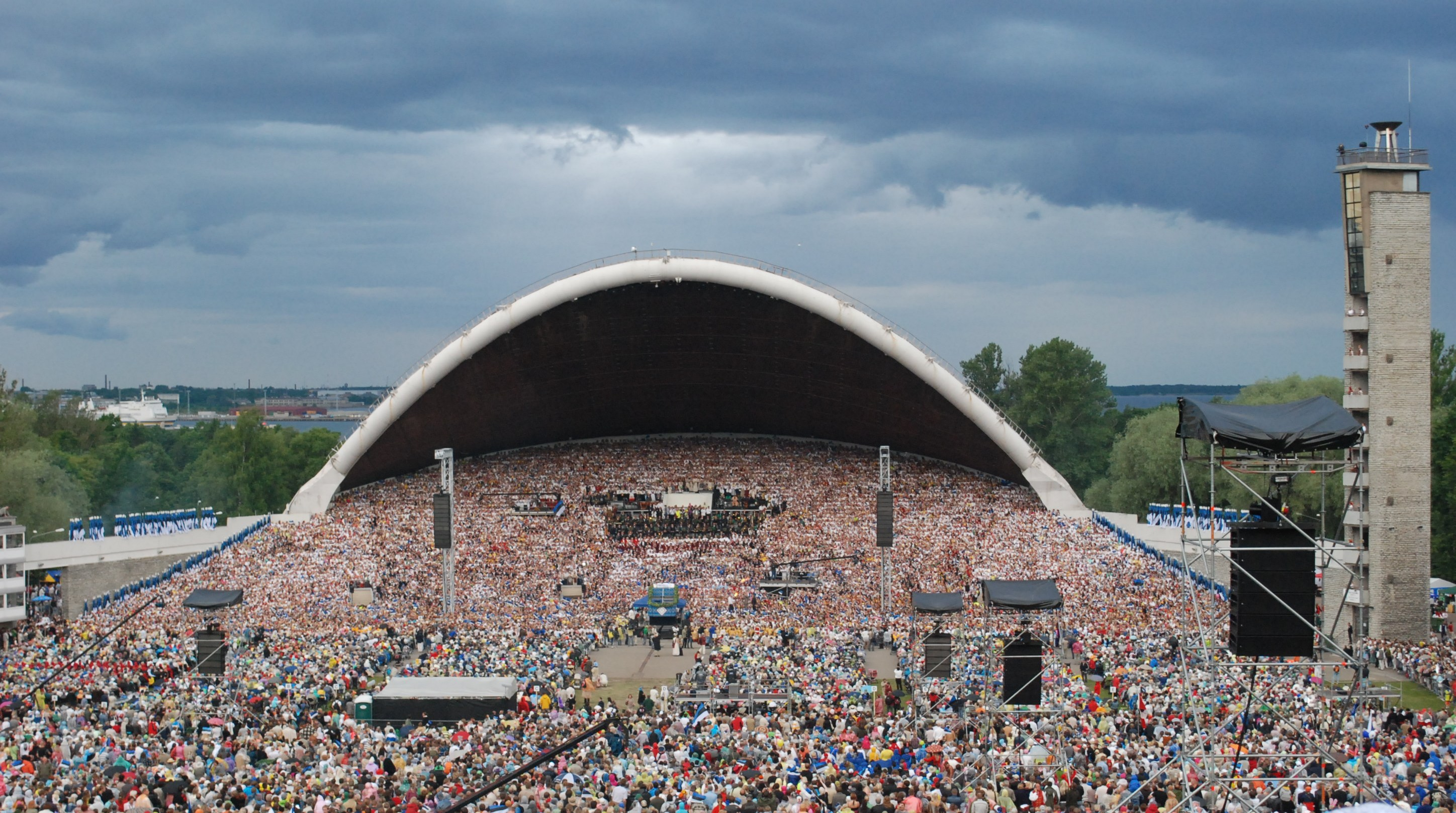
Festival roku 2009

Estonský písňový festival (estonsky: laulupidu) je největší festival sborového zpěvu na světě. Koná se každých pět let v areálu Lauluväljak v estonském hlavním městě Tallinnu, obvykle tři dny v červenci. Ve stejnou dobu jako písňová přehlídka se koná vždy též Estonský festival tance (Üldtantsupidu), který vznikl roku 1934, a v současnosti probíhá na stadionu Kalevi Keskstaadion v Tallinnu. Estonský písňový festival byl roku 2008 zařazen mezi Mistrovská díla ústního a nehmotného dědictví lidstva UNESCO, spolu s podobnými akcemi v dalších pobaltských zemích. V letech 2014 a 2019 stálo na pódiu přes 30 tisíc zpěváků, v publiku bylo přes 100 tisíc diváků. Festival roku 1869 založil Johann Voldemar Jannsen a šlo o významný projev estonského národního obrození. Při prvním ročníku zazpívalo 822 zpěváků. Na prvních třech festivalech zpívaly jen mužské sbory. První čtyři ročníky se konaly v Tartu, v roce 1896 se akce přesunula do Tallinnu. V roce 2019 mělo poprvé v historii zastoupení na festivalu i Česko, když se ho zúčastnil chlapecký sbor Pueri gaudentes. Česká televize o této události natočila dokument. Zahraniční sbory se mohou festivalu zúčastnit, pokud uspějí v náročném konkurzu.